# Pipiza lesovik
Pipiza lesovik är en tvåvingeart som beskrevs av Mutin 2002. Pipiza lesovik ingår i släktet gallblomflugor, och familjen blomflugor. Inga underarter finns listade i Catalogue of Life.